# Movida
Movida é uma empresa brasileira de locação de veículos, terceirização de frotas e venda de seminovos. Sua sede está localizada no município de Mogi das Cruzes, estado de São Paulo e pertence a holding Simpar.

## História
Foi fundada no ano de 2006 na cidade de São Paulo, como uma pequena locadora de veículos. Nos seus primeiros anos de atuação, a empresa conseguiu um bom espaço no mercado, possuindo mais de 29 pontos de atendimento e uma média de 2,4 mil carros.
Em 2013, a empresa foi adquirida pelo então grupo JSL (hoje Simpar).
No ano seguinte, já contava com 82 pontos de atendimento pelo Brasil e uma frota de mais de 36 mil automóveis.
Foi no mesmo período que a companhia lançou o serviço Movida Express, que possibilitou a retirada e devolução de veículos no Aeroporto de Congonhas. A essa altura, a empresa já contava com uma rede de 179 lojas e uma frota de mais de 52 mil carros espalhados pelo Brasil.
No ano de 2017, realizou a abertura de capital na bolsa de valores brasileira, a B3, dentro do segmento Novo Mercado.
No mês de agosto de 2017, anunciou a compra da Fleet Services, especializada em locação corporativa de veículos de luxo por 5 milhões de reais mais a inclusão de outros 17 milhões de reais em dívidas. Com essa operação, a companhia criou uma nova linha de negócio, a Movida Premium.
Lançou em 2019 o i-move, modalidade de aluguel de bicicletas elétricas para o mercado corporativo, em parceria com a startup de locação de bicicletas elétricas E-Moving.

## Atualidade
Hoje é considerada uma das maiores companhias de locação de veículos do Brasil, em tamanho de frota e receita, dentre outras do mesmo setor e consegue estar presente em pontos localizados estrategicamente em todos os estados do Brasil, oferecendo aluguel de carros com alto valor agregado e benefício econômico para todos os tipos de clientes. Isso é possível por conta das alianças estratégicas com as principais montadoras do país.